# Довнар-Запольський Всеволод Митрофанович
Довна́р-Запо́льський Все́волод Митрофа́нович (8 (20) березня 1898, Київ — 21 квітня 1919, Гомель) — більшовицький активіст та бойовий ватажок часів встановлення радянської влади в Києві.

## Біографія
Народився в Києві в сім'ї професора університету Митрофана Довнар-Запольського. Навчався в Київському університеті.
Був одним з керівників боротьби за встановлення радянської влади в Києві, організатор і керівник загонів Червоної гвардії на Шулявці у 1917–1918 роках.
Помер у Гомелі від висипного тифу 1919 року. Його брат загинув у лавах Червоної армії.

## Увічнення пам'яті
З другої половини 1930-х років на його честь у Києві було названо вулицю Довнар-Запольського. 1965 року на фасаді будинку № 11 по цій вулиці було встановлено анотаційну дошку (архітектор А. Н. Борисова).

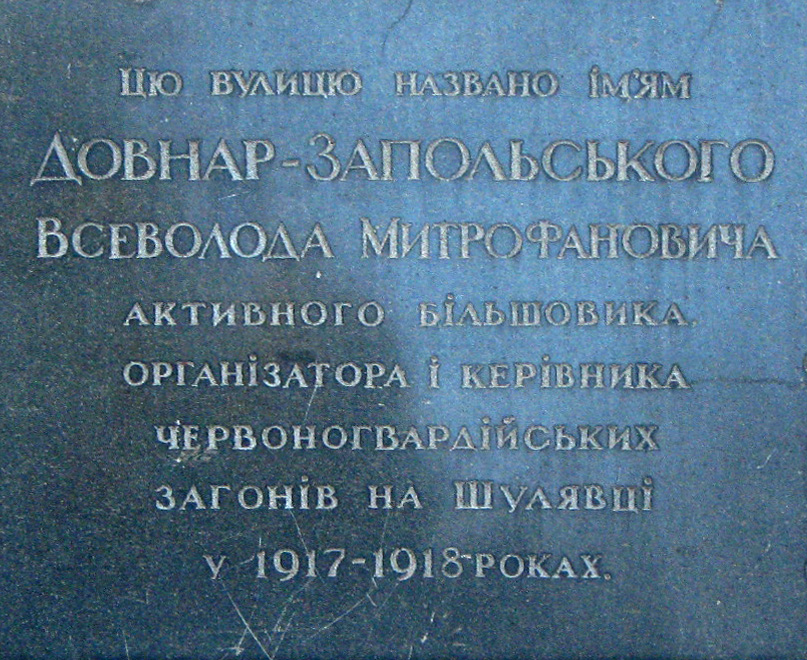
Анотаційна дошка на вулиці Митрофана Довнар-Запольського в Києві.
(встановлена за часів СРСР)

У червні 2015 року дошку знищено невідомими, а назву вулиці у грудні того ж року уточнено як вулиця Митрофана Довнар-Запольського, на честь батька Всеволода Довнар-Запольського.